# Diego Pellegrini
Diego Pellegrini (Latina, 21 novembre 1970) è un ex calciatore italiano, di ruolo difensore.

## Carriera
La sua prima squadra professionistica è stata la Pro Cisterna, con la quale ha esordito nel campionato di Serie C2 nel 1986. Poi passa all'Empoli, con cui ha militato una stagione nella squadra Primavera, una stagione in Serie B e quattro stagioni in Serie C1.
Dopo un anno in Serie B nelle file del Vicenza, è passato al Parma con il quale ha esordito in Serie A il 4 giugno 1995 e si è anche aggiudicato la Coppa Uefa.
Tra il 1995 ed il 1998 è stato nell'Ancona, prima di passare al Perugia, dove ha totalizzato 9 gettoni nella Serie A 1998-1999.
In seguito ha giocato per Savoia, Sambenedettese, Adelaide City Australia, Lodigiani e per il Mantova.
Nel 2006 firma un contratto di 3 anni con l'Adelaide Blue Eagles.
Dopo la carriera da calciatore, è diventato massaggiatore dell'Adelaide United FC fino al 2013. Oggi ha uno studio fisioterapico in Adelaide. Nel 2014 ha aperto una scuola calcio.

## Palmarès

### Club

#### Competizioni nazionali
- Serie C2: 1

Mantova: 2003-2004

#### Competizioni internazionali
- Coppa UEFA: 1

Parma: 1994-1995